# Methylcyklopropan
Methylcyklopropan je organická sloučenina se vzorcem C3H5CH3, monomethylovaný derivát cyklopropanu.

## Reakce
Podobně jako řada dalších cyklopropanů se methylcyklopropan účastní reakcí otevírajících kruhy. Methylencyklopropanové skupiny lze také použít jako chránicí skupiny pro aminy.